# دانشگاه اورگلا

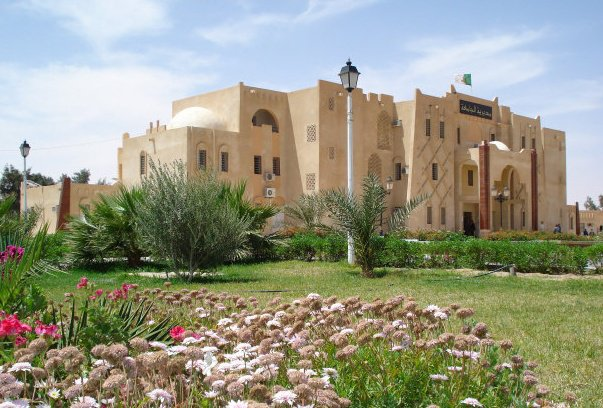
دانشگاه KASDI MERBAH Ouargla

دانشگاه اورگلا (به عربی: جامعة قاصدی مرباح) یک دانشگاه در الجزایر است که در ورقله، الجزایر واقع شده‌است.